# KN V 126
Die Lokomotive KN V 126 ist eine vierachsige Diesellokomotive mit Stangenantrieb, die von Henschel für die Kleinbahn Kassel-Naumburg gebaut wurde.
Das Einzelstück dieser Typenreihe Henschel DH 1200 D wurde für den schweren Rangier- und mittleren Streckendienst konzipiert. Die Typenreihe gehörte zur dritten Generation der Lokomotiven aus Kassel.

## Entwicklung
Die Kleinbahn Kassel-Naumburg benötigte für ihr Streckenprofil starke Lokomotiven. Nachdem die Verdieselung im Güterzugdienst bereits mit Diesellokomotiven von Deutz eingeleitet wurde, suchte die Gesellschaft für andere Einsätze geeignete Maschinen. Die stärkste einmotorige Lokomotive des Typenprogramms von Henschel war leistungsmäßig nicht ausreichend. So entwickelte die Firma speziell für die Kleinbahn Kassel-Naumburg eine leistungsstärkere Lokomotive mit einem Leistungsvermögen bis 1.200 PS.

## Technik
Die Lokomotive besitzt einen langen Vorbau für die Maschinenanlage und einen kurzen für die Hilfsbetriebe. Dazwischen liegt der Führerstand.
Der wassergekühlte Zwölfzylinder-Viertakt-Dieselmotor Daimler-Benz MB 820 Db wurde auf eine Leistung von 1.200 PS eingestellt. Die Kraftübertragung erfolgte mit einem Strömungsgetriebe von Voith. Die Kraftübertragung geschah über eine mittlere Blindwelle sowie Treib- und Kuppelstangen.

## Einsatz
Die leistungsstarke Lokomotive kam 1962 zur Kleinbahn Kassel-Naumburg und 1978 zur Butzbach-Licher Eisenbahn. 1993 wurde sie abgestellt und 1995 in Butzbach verschrottet.